# هيرويوكي وماتا
هيرويوكي وماتا (باليابانية: 尾亦 弘友希) (1 سبتمبر 1983 في سوغينامي في اليابان – )؛ هو لاعب كرة قدم ياباني سابق كان يلعب كمدافع.

## وصلات خارجية
- هيرويوكي وماتا على موقع رابطة كرة القدم اليابانية للمحترفين (اليابانية)
- هيرويوكي وماتا على موقع قاعدة بيانات كرة القدم.إي يو (الإنجليزية)
- هيرويوكي وماتا على موقع Soccerway.com (الإنجليزية)
- هيرويوكي وماتا على موقع عالم كرة القدم.نت (الإنجليزية)
- هيرويوكي وماتا على موقع كووورة